# Matriz involutiva
En matemáticas, una matriz involutiva es una matriz cuadrada (tiene igual número de filas que de columnas) que es su propia inversa. Es decir, la multiplicación por la matriz {\displaystyle A} es una involución si y sólo si {\displaystyle A^{2}=I}. Esto es simplemente una consecuencia del hecho de que cualquier matriz no singular multiplicada por su inversa es la identidad.

## Ejemplos
{\displaystyle {\begin{array}{cc}\mathbf {I} ={\begin{pmatrix}1&0&0\\0&1&0\\0&0&1\end{pmatrix}};&\mathbf {I} ^{-1}={\begin{pmatrix}1&0&0\\0&1&0\\0&0&1\end{pmatrix}}\\\\\mathbf {R} ={\begin{pmatrix}1&0&0\\0&0&1\\0&1&0\end{pmatrix}};&\mathbf {R} ^{-1}={\begin{pmatrix}1&0&0\\0&0&1\\0&1&0\end{pmatrix}}\\\\\mathbf {S} ={\begin{pmatrix}+1&\,\,\,\,\,0&\,\,\,\,\,0\\\,\,\,\,\,0&-1&\,\,\,\,\,0\\\,\,\,\,\,0&\,\,\,\,\,0&-1\end{pmatrix}};&\mathbf {S} ^{-1}={\begin{pmatrix}+1&\,\,\,\,\,0&\,\,\,\,\,0\\\,\,\,\,\,0&-1&\,\,\,\,\,0\\\,\,\,\,\,0&\,\,\,\,\,0&-1\end{pmatrix}}\\\end{array}}}
Donde
I es una matriz identidad (que es involutiva por defecto);
R es una matriz identidad con un par de filas intercambiadas;
S es una matriz diagonal cuyos elementos en su diagonal son ±1.